# فيليب مان
فيليب مان (بالإنجليزية: Phillip Mann)‏ هو كاتب بريطاني، ولد في أغسطس 1942 في نورثالرتون ‏ في المملكة المتحدة.